# Liste der Kulturgüter in Jaun
Die Liste der Kulturgüter in Jaun enthält alle Objekte in der Gemeinde Jaun im Kanton Freiburg, die gemäss der Haager Konvention zum Schutz von Kulturgut bei bewaffneten Konflikten, dem Bundesgesetz vom 20. Juni 2014 über den Schutz der Kulturgüter bei bewaffneten Konflikten sowie der Verordnung vom 29. Oktober 2014 über den Schutz der Kulturgüter bei bewaffneten Konflikten unter Schutz stehen.
Objekte der Kategorien A und B sind vollständig in der Liste enthalten, Objekte der Kategorie C fehlen zurzeit (Stand: 1. Januar 2023).

## Kulturgüter
| Foto | | Objekt                                                                            | Kat. | Typ | Standort                                   | Beschreibung |
| ---- | --- | --------------------------------------------------------------------------------- | ---- | --- | ------------------------------------------ | ------------ |
| ja   | Datei hochladen · Wikidata zu Haus Buchs, sogenanntes Statthalterhaus (Q29479195)                            | Haus Buchs, sogenanntes Statthalterhaus KGS-Nr.: 02212                            | A    | G   | Dorfstrasse 15, 17 587555 / 162270         |              |
| ja   | Datei hochladen · Wikidata zu Bauernhaus in Oberbach (Q29479194)                                             | Bauernhaus in Oberbach KGS-Nr.: 09980                                             | A    | G   | Jaunpassstrasse 5 588570 / 162170          |              |
| ja   | Datei hochladen · Wikidata zu Alte Kirche St. Stephan, altes Pfarrhaus und ehemaliges Waisenhaus (Q29695704) | Alte Kirche St. Stephan, altes Pfarrhaus und ehemaliges Waisenhaus KGS-Nr.: 02208 | B    | G   | Alte Kirchgasse 10, 12, 15 587500 / 162080 |              |
| ja   | Datei hochladen · Wikidata zu Pfarrkirche St. Stephan (Q29695657)                                            | Katholische Kirche St. Stephan KGS-Nr.: 02210                                     | B    | G   | Dorfstrasse 1 587440 / 162260              |              |
| BW   | Datei hochladen · Wikidata zu Wohnhaus mit Blockspeicher (Q29695644)                                         | Wohnhaus mit Blockspeicher KGS-Nr.: 09979                                         | B    | G   | Dorfbachweg 2, 2a 587624 / 162310          |              |
| ja   | Datei hochladen · Wikidata zu Kapelle St. Antonius (Q29695570)                                               | Kapelle St. Antonius KGS-Nr.: 13224                                               | B    | G   | Kappelboden 531a 588113 / 162101           |              |
| BW   | Datei hochladen · Wikidata zu Bauernhaus Buchs (Q29695586)                                                   | Bauernhaus Buchs KGS-Nr.: 13225                                                   | B    | G   | Abländschenstrasse 53 588876 / 161898      |              |
| BW   | Datei hochladen · Wikidata zu Bauernhaus (Q29695599)                                                         | Bauernhaus KGS-Nr.: 13226                                                         | B    | G   | Abländschenstrasse 69 589213 / 161805      |              |
| BW   | Datei hochladen · Wikidata zu Bauernhaus (Q29695612)                                                         | Bauernhaus KGS-Nr.: 13227                                                         | B    | G   | Dechlemattaweg 1 589550 / 161694           |              |
| BW   | Datei hochladen · Wikidata zu Wohnhaus (Q29695630)                                                           | Wohnhaus KGS-Nr.: 13228                                                           | B    | G   | Dorfstrasse 25 587592 / 162284             |              |